# 劍橋公立學校

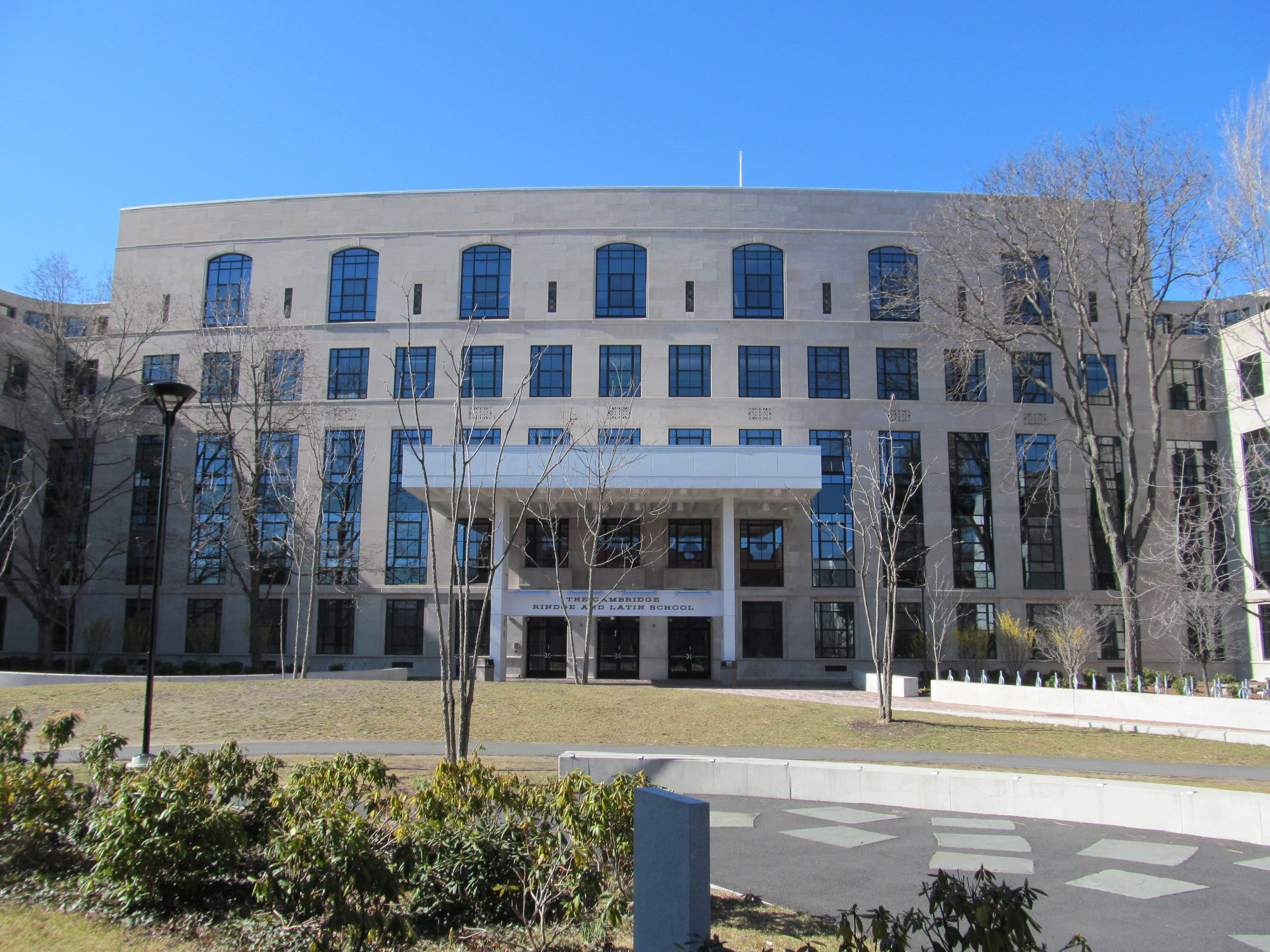
Cambridge Rindge & Latin School

劍橋公立學校（Cambridge Public School District Cambridge Public Schools, CPS）是美国麻薩諸塞州的学区，总部在剑桥。 劍橋公立學校营运12间小学(10间JK-5小学,1间蒙台梭利式小学和1间JK-8西班牙文沉浸式小学/初中), 4间初中和1间高中。

## 高中
- Cambridge Rindge and Latin School（英语：Cambridge Rindge and Latin School）